# Pierre Valdes
Pierre Valdes, cirka 1140 – cirka 1218, på latin Petrus Valdus, engelska Peter Waldo, var en religiös ledare i Frankrike, som grundade, och gav namn åt, valdenserna.
Han räknas som den första protestantiska reformatorn, och föregångare till bland andra Martin Luther.